# Coelichneumon mohrii
Coelichneumon mohrii là một loài tò vò trong họ Ichneumonidae.